# Uzsabánya alsó megállóhely
Uzsabánya alsó megállóhely egy Veszprém vármegyei vasúti megállóhely Uzsa településen, a MÁV üzemeltetésében.
A lakott terület szélétől nem messze keletre helyezkedik el, közvetlenül a 84-es főúttól a faluba vezető bekötőút kiágazása mellett.

## Vasútvonalak
A megállóhelyet az alábbi vasútvonalak érintik:
- Balatonszentgyörgy–Tapolca–Ukk-vasútvonal

## Kapcsolódó állomások
A megállóhelyhez az alábbi állomások vannak a legközelebb:
- Uzsa vasútállomás (Balatonszentgyörgy–Tapolca–Ukk-vasútvonal)
- Tapolca vasútállomás (Balatonszentgyörgy–Tapolca–Ukk-vasútvonal)

## Forgalom
| Járat        | Útvonal | Gyakoriság                           |
| ------------ | --- | ------------------------------------ |
| személyvonat | Ukk – Gógánfa – Zalagyömörő – Sümeg – Sümegi Bazaltbánya – Uzsa – Uzsabánya alsó – Tapolca – Raposka – Balatonederics (← Becehegy) – Balatongyörök – Vonyarcvashegy – Gyenesdiás – Alsógyenes – Keszthely                                                                               | Napi 1 pár                           |
| személyvonat | Ukk – Gógánfa – Zalagyömörő – Sümeg – Sümegi Bazaltbánya – (Uzsa →) Uzsabánya alsó – Tapolca | Napi 2 Tapolca felé, napi 1 Ukk felé |
| személyvonat | Celldömölk – Nemeskocs – Boba – Kemenespálfa – Jánosháza – Nemeskeresztúr – Rigács – Ukk – Gógánfa – Zalagyömörő – Sümeg – Sümegi Bazaltbánya (← Uzsa) – Uzsabánya alsó – Tapolca – (Raposka →) – Balatonederics – Balatongyörök – Vonyarcvashegy – Gyenesdiás – Alsógyenes – Keszthely | Napi 1 pár                           |